# Jefferson (Oregon)
Jefferson est une ville américaine située dans l'État de l'Oregon et dans le Comté de Marion.

## Démographie
Au recensement de 2010, sa population était de 3 098 hab dont 1 057 ménages et 820 familles résidentes. La densité de population était de 4 076,3 hab/km2
La répartition ethnique était de 83,8 % d'Euro-Américains et 16,2 % d'autres races.
En 2000, le revenu moyen par habitant était de 15 426 dollars avec 16,2 % vivant sous le seuil de pauvreté.

## Source
- (en) Cet article est partiellement ou en totalité issu de l’article de Wikipédia en anglais intitulé « Jefferson, Oregon » (voir la liste des auteurs).